# برج السرطان
برج السرطان هو البرج الرابع من الأبراج الإثني عشر من دائرة البروج أی قوس من دائرة مسار الشمس. برج من الجهة الجنوبية للسماء. تمر الشمس من برج السرطان من 22 يونيو إلی 22 يوليو. تكون الشمس في أول هذا البرج عند انقلاب الشمس الصیفي. في ماضي البعید کانت كوكبة السرطان فی هذه البرج ویسمی بالسرطان والیوم کوکبة فلکیة التوأمان (جوزاء) فیها نتيجة لتقدم محور الأرض.

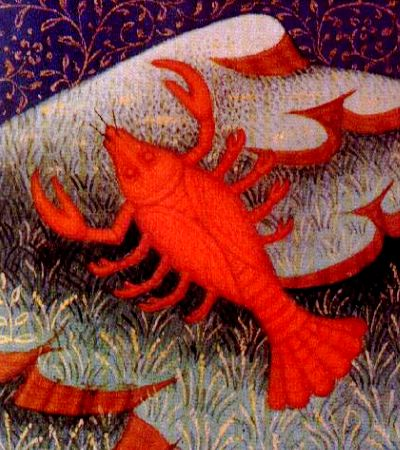

برج السرطان هو أول الأبراج المائية، وهو برج أنثوي ليلي وخصب. يتحكم ببرج السرطان كوكب القمر، الذي يعطي مواليد برج السرطان صفات التقلّب والرقّة والمزاجية.
يقع برج السرطان بين برجي الجوزاء والأسد في الدائرة الفلكية. البرج المقابل له في الدائرة الفلكية هو برج الجدي. يرتبط هذا البرج بالعاطفة والأحاسيس والمشاعر والأمومة. يشاركه العقرب والحوت في مجموعة الأبراج المائية الحسّاسة العاطفية.